# El gran silencio (documental)
El gran silencio (título original en alemán: Die Große Stille) es un documental dirigido por Philip Gröning que fue estrenado en 2005. Es un retrato íntimo de la vida diaria de los monjes cartujos en la Grande Chartreuse, un monasterio situado en el macizo de la Chartreuse en los Alpes franceses.

## Producción
La idea para el filme fue propuesta a los monjes en 1984, pero los cartujos dijeron que querían tiempo para pensar sobre ello. Le respondieron a Gröning 16 años después para decirle que estaban de acuerdo en permitirle grabar si es que aún seguía interesado. Gröning regresó a vivir solo en el monasterio, donde normalmente no se aceptan visitantes, durante seis meses entre 2002 y 2003. Grabó él mismo, sin usar luz artificial.
Gröning pasó luego dos años y medio editando la cinta. El corte final no contiene comentarios orales ni efectos de sonido. Consiste solo en imágenes y sonidos naturales que retratan el ritmo de la vida monástica, con títulos extraídos de las Sagradas Escrituras.

## Recepción
El filme experimentó una recepción generalmente laureada, con el 89% de los críticos respondiendo de manera positiva en la sección T-Metric de Rotten Tomatoes y una certificación de "fresco". La Conferencia de Estados Unidos de la Oficina de Obispos Católicos de Cine y Difusión listó a El Gran Silencio como uno de los mejores filmes de 2007. Hasta los monjes Cartujos quedaron encantados con la película.

### Premios
- Premio especial del jurado en el Festival de Cine de Sundance de 2006.
- Prix Arte, Documental, Premios del Cine Europeo de 2006
- Mejor Documental, Premios del cine Bávaro, 2006
- Mejor Filme Documental, Asociación Alemana de Críticos de Cine, 2006
- Premio del Jurado al Mejor Documental, Festival Internacional de Sao Paulo, Río de Janeiro
- Premio al Mejor Filme y a la Mejor Cámara, Premios Internacionales Ennio Flaiano, Italia

## Enlaces
- El gran silencio en Internet Movie Database (en inglés).
- Into Great Silence en AllMovie (en inglés).
- Official web page
- Slant Magazine Film Review by Keith Uhlich
- U.S. distributor: Zeitgeist films - includes 12 page press kit, downloadable

- Datos: Q569372